# Туризам у Херцег Новом
Турузам у Херцег Новом представља једну од најважнијих приврених делатности овог града на црногорском приморју. Његови почеци сежу у 19. век. 
Херцегновска ривијера пружа се у дужини од 25 км и поред Херцег Новог обухвата још неколико насеља, односно туристичких дестинација, од којих свака има своје специфицност: Игало, Мељине, Бијела, Ђеновићи, Кумбор, Зеленика, Њивице, Суторина. Заузима северни део Бококоторског залива. 
Херцег Нови карактерише блага медитеранска клима са сувим и топлим летима и благим зимама. Током јула и августа град има око 10,7 сунчаних сати дневно. Температутра мора лета износи 22—26 °C, што уз приближно исту температуру ваздуха омогућава да купалишна сезона траје и до 5 месеци.

## Историја
Почеци херцегновског туризма везују су за 19. век и два туристичка објекта - гостионицу Шјора Розе и кафану „Бела Виста”. Ипак, почетак модерног хотелијерства у Херцег Новом и на целом Црногорском приморју представља Пансион на зеленој плажи у Зеленици који је 1902. године отворио мађарски племић Антал Магјар (Antal Magyar) из Будимпеште. Овај хотел постоји и данас, под именом „Плажа”, као један од двадесетак хотела на Херцегновској ривијери. Организовани и интензивнији развој туризма на подручју Херцегновске ривијере везује се за 60-те године 20. века, када су и подигнути готово сви данас постојећи модерни и велики хотели у Херцег Новом. Хотел „Плажа” у Зеленици сматра се и претечом развоја здравственог туризма, по коме је Херцег Нови такође познат, а осим њега данас у граду постоји низ објеката намењених здравственој рехабилитацији и опоравку. Најпознатији здравствени комплекс је Институт „Др Симо Милошевић“ у Игалу.

## Видови туризма у херцег Новом
У Херцег Новом је, обзиром на географски положај, најразвијенији приморски туризам, али је такође Игало водећа црногорска дестинација за здравствени туризам. 

### Плаже
Херцегновска ривијера пружа се у дужини од 25 км и обухвата неколико насеља, односно туристичких дестинација, од којих свака има своје специфицност: Игало, Мељине, Бијела, Ђеновићи, Кумбор, Зеленика, Њивице, Суторина... Дуж Херцегновске ривијере, на потезу од Њивица до рта Мачак на полуострву Луштица, налазе се 62 регистроване, уређене плаже. Неке од најпознатијих јавних плажа су: плажа Њивице у истоименом насељу, позната и као Краљичина плажа, Блатна плажа у Суторину највећа јавна плажа на херцегновској ривијери, поврсине 9000 м², богата веома лековитим песком и блатом и плажа Рехабилитационог центра Игало. Према анкетама туриста најатрактивнија је песковита плажа Рафаело испод истоименог туристичког комплекса. У самом Херцег Новом налази се јавна плажа Бијела вила, затим шљунчано Жало и пешчана Ћоровића плажа. Осим плажа уз магистралу све занимљивије постају и плаже које се налазе у оквиру излетишта Жањице и Мириште. Херцег Нови обилује и мноштвом модерних купалишта, а најпознатије је купалиште „Јахтинг клуб” у близини градске луке, отворено је за све туристе и грађане.

### Туристичке атракције
Осим плажа Херцегновска ривијера пружа и низ других атракција и могућности за забаву и рекреацију. Ту су пре свега херцегновски паркови препуни бујног зеленила, због којих овај град зову још и Град цвећа, а уз обалу, од Мељина до Игала, пружа се 6 км дугачко Шеталиште пет Даница. 
Старо градско језгро датира из касног средњег века, а садржи фортификационе, сакралне, стамбене и јавне објекте. Испреплетани стилови изградње сведоче о турској и млетачкој владавини. Старо градско језгро обухвата Стари град унутар зидина, бастионе, Канли кулу, која се данас користи као летња позорница, Сат кулу, на југу је је тврђава Форте Маре, а на истоку градска чесма и капија Караца. Ту је још и тврђава Шпањола, подигнута за време турске владавине, али је име добила по Шпанцима који су за време једногодишње владавине Херцег Новим учествовали у њеној изградњи. Тврђава Форте Маре представља један од најзначајнијих фортификацијских објеката у граду и сматра се да је управо она заслужна за изградњу средњевјековног Херцег Новог. Архитектура градског језгра препознатљива је по сплету стрмих улица и степеништа која прате каскаде терена.
У самом граду налазе се црква Светог Јеронима из 1856. године, црква Светог Леополда Мандића, посвећена Новљанину Леополду Мандићу, кога је за свеца 1983. године прогласио Папа Јован Павле II и црква Светог Архангела Михаила саграђена почетком 19. века, у самом центру старог града, на тргу Белависта. У месту Топла, на пола пута између Херцег Новог и Игала налази се комплекс цркава Светог Ђорђија и Светог Спаса са Епископском Резиденцијом, Док се на узвишењу јужно од Херцег Новог налази манастир Савина и манастирски комплекс који чине три цркве, конак и гробље. Сам манастир потиче из 15. века, док време настанка комплекса није утврђено. У комплексу се чувају радови чувене которске готичке школе. Манастир Жањица, из 15. века, налази се на источној страни улаза у Бококоторски залив.
Једно од најатрактивнијих места у околини Херцег Новог је пећина Плава шпиља на полуострву Луштица. Назив је добила по необично плавој боји воде, чија је температура често за неколико степени виша него воде ван пећине. Од Херцег Новог је удаљена 9 наутичких миља и до ње се стиже чамцем у организованим турама.
На самом улазу у Бококоторски залив налази се острво Мамула, 6,3 км удаљено од Херцег Новог. Острво је кружног облика, пречника 200 метара и готово целу његову површину заузима тврђава коју је 1853. године изградио аустроугарски генерал Лазар Мамула. Током оба светска рата тврђава је служила као озлоглашени затвор (Kampo Mamula). Током Другог светског рата у тврђави је био италијански концентрациони логор. Острво Мамула је обавезна дестинација за једнодневне излете у Бококоторском заливу.

### Рекреација
За љубитеље пешачења у околини Херцег Новог постоји неколико пешачких стаза. У херцегновском залеђу, на 275—281 м надморске висине налази се место Котобиљ до кога се стиже маркираном стазом за око 30 минута. Из Херцег Новог се такође може попети и на планину Орјен. У подножју Орјена, на 1.009 м надморске висине налази се излетиште Врбањ, до кога се може стићи асфалтним путем, а одатле уређеном планинском стазом и на највиши врх - Велики или Зубачки кабао (1.894 мнв). Ова стаза се иначе сматра најстаријом уређеном планинарском стазом у Црној Гори, а саграђена је крајем 19. века, како би се удовољило жељи аустроугарског престолонаследника Рудолфа да се попне на врх Орјена.
Поред традиционалних спортова, ватерпола и једрења, у Херцег Новом постоје добри услови за тенис, кошарку, мали фудбал, боћање и роњење. Неколико ронилачких клубова бави се професионално роњењем и организује ронилачке излете.

## Манифестације
У Херцег Новом се одржава велики број манифестација, а неке од најпознатијих су:
- Празник мимозе – најпознатија манифестација у Херцег Новом и једна од најпознатијих у Црној Гори. Основана 1969. године, а добио је назив према раскошном, жутом цвету мимозе, која се овде вековима узгаја. Мимоза цвета у фербуару, тако да се и празник одржава управо тада.
- Херцегновски зимски салон — престижна ликовна манифестација која се одржава у склопу Празника мимозе.
- ХАПС (Херцегновске априлске позоришне свечаности) – позоришна манифестација која се одржава током априла и траје 15 дана.
- Отворена књига — сајам књига међународног карактера, који се одржава у августу и траје 15 дана.
- Херцегновски филмски фестивал — одржава се током августа, а постоји од 1987. године, када се звао Југословенски филмски фестивал.
- Меморијални пливачки маратон „Марио Дидо Марић” — пливачко такмичење на релацији Жањице—Игало. Маратон је посвећен доктору Марију Диду Марићу који је 1980. године обновио ово традиционално такмичење које се одржавало још у периоду пре Другог светског рата.
- Куп Херцег Новог — традиционална једриличарска регата.[8]

До 2015. године у Херцег Новом се одржававао и популарни забавно – музичкки фестивал Сунчане скале – који се одржавао током јула месеца од 1994. године, а 2016. је укинут због финансијских разлога.